# Plagithmysus paludis
Plagithmysus paludis là một loài bọ cánh cứng trong họ Cerambycidae.